# Demetrius Alexander
Demetrius Alexander, né le 3 novembre 1975, à Saint-Louis, dans le Missouri, est un joueur américain de basket-ball. Il évolue aux postes d'ailier fort et de pivot.

## Palmarès
- Vainqueur de l'EuroCoupe 2008
- Champion de Lettonie 2008
- MVP du championnat de Lettonie 2008
- MVP du championnat du Japon 1999